# Eigenhändiges Delikt
Ein eigenhändiges Delikt bezeichnet eine Straftat, die nur von einem Täter, der die Tathandlung selbst (eigenhändig) ausführt, begangen werden kann.
Klassische Beispiele für eigenhändige Delikte sind 
- der Meineid, § 154 StGB, da er nur von dem begangen werden kann, der unter Eid aussagt,
- Straßenverkehrsdelikte (für die Schweiz: nach einer neueren Entscheidung des schweizerischen Bundesgerichts sind Straßenverkehrsdelikte indes keine eigenhändigen Delikte)[1], die das eigenhändige Führen eines Kraftfahrzeuges voraussetzen,
- Trunkenheit im Verkehr, § 316 StGB
- Vollrausch, § 323a StGB, da nur der Berauschte diesen Tatbestand erfüllen kann,
- Rechtsbeugung, § 339 StGB, da nur ein Amtsträger diesen Tatbestand erfüllen kann,
- sowie bestimmte Sexualdelikte wie Beischlaf zwischen Verwandten, § 173 StGB.

Als Täter kommt daher nur ein Einzeltäter in Betracht, Mittäterschaft und insbesondere mittelbare Täterschaft sind ausgeschlossen. Dagegen bleibt eine Teilnahme durch Anstifter bzw. Gehilfen möglich. Sofern der Gesetzgeber dies als Strafbarkeitslücke ansieht, muss er spezielle Delikte schaffen, die das sonst durch mittelbare Täterschaft abgedeckte Unrecht auffangen. So erfasst etwa Verleitung zur Falschaussage, § 160 StGB, den Fall, dass jemand einen Zeugen durch Täuschung dazu bewegt, gutgläubig falsch auszusagen. Der Weg über die mittelbare Täterschaft ist hier verbaut, weil der Hintermann selbst nicht als Zeuge aussagt und deshalb nicht Täter, auch nicht mittelbarer Täter eines Aussagedelikts sein kann.
Auf eigenhändige Delikte ist nach der Rechtsprechung des Bundesgerichtshofes die Figur der actio libera in causa nicht anwendbar, da für die Deliktsverwirklichung gerade nicht das Setzen einer Ursache ausreicht, sondern die jeweilige Handlung eigenhändig begangen werden muss.